# Faro di Tahkuna
Il faro di Tahkuna  (in estone: Tahkuna tuletorn) è un faro situato sulla punta settentrionale dell'isola di Hiiumaa in Estonia. Il faro si trova all'estremità settentrionale dell'isola di Hiiumaa in Estonia, nei pressi dell'omonimo villaggio. La portata luminosa del faro è di circa 12 miglia nautiche (circa 22 km).

## Storia

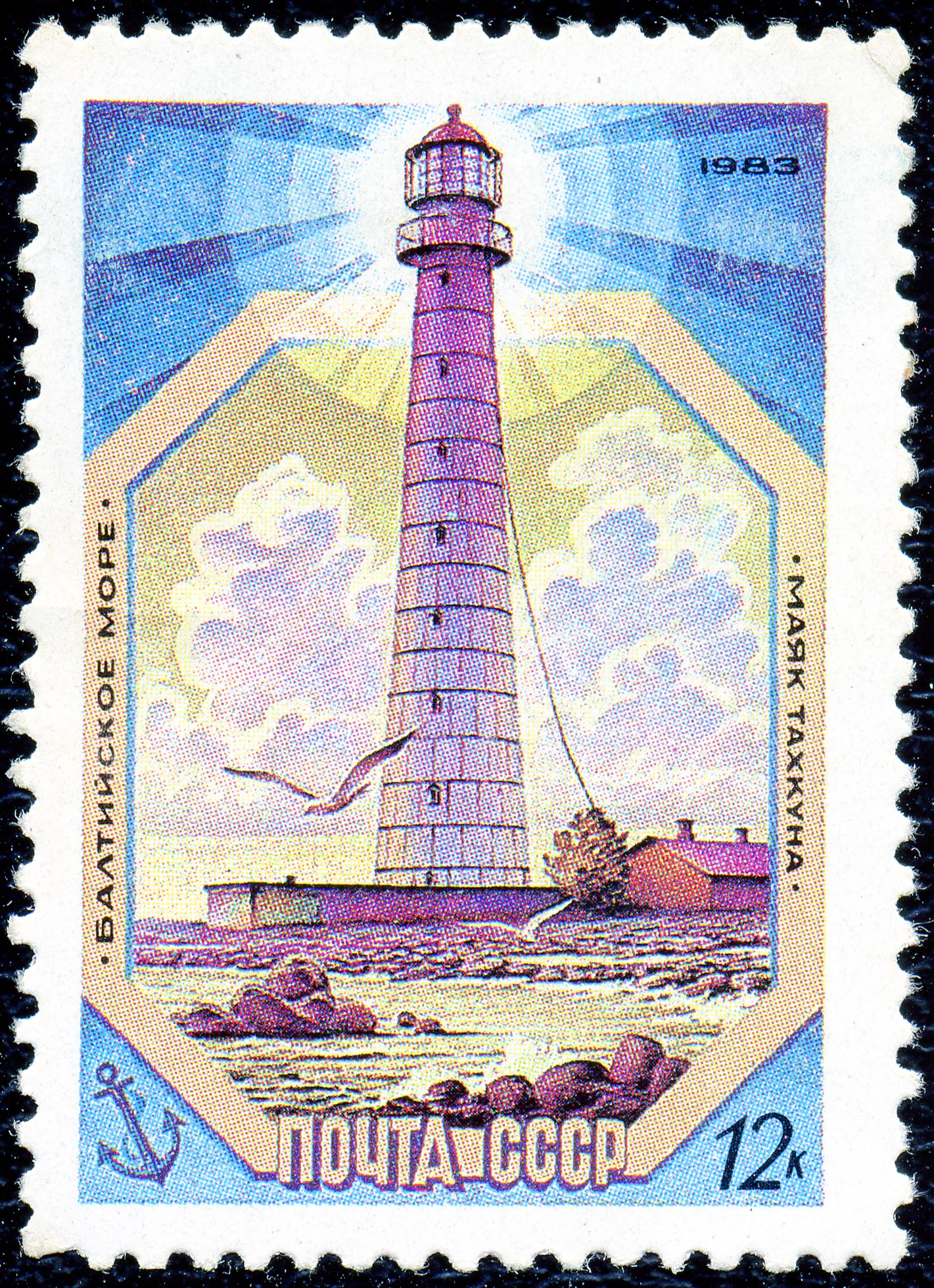
Il faro in un francobollo sovietico del 1983

La costruzione del faro cominciò nel 1873 in Francia, luogo in cui vennero realizzate le piastre in ghisa prefabbricate che danno al faro un particolare aspetto a scacchi e successivamente assemblate sul posto. Progettato dall'ingegnere inglese Alexander Gordon, il faro nel corso del tempo non ha mai subito pesanti danneggiamenti dovuti all'usura o alle guerre e la sua struttura è pressoché identica a quella terminata nel 1875. Ad oggi rimane, con i suoi 46 metri d'altezza, la più alta struttura in ghisa d'Estonia.
Il 26 ottobre 1999 il faro è diventato uno dei monumenti protetti del patrimonio culturale estone.